# O du fröhliche
O du fröhliche, en français « Ô le merveilleux », littéralement : « Oh [Noël], tu es joyeux… », est un chant de Noël allemand. L'auteur du texte original est l'éminent « père orphelin » de Weimar, Johannes Daniel Falk (en) (1768-1826), qui a mis ses paroles sur l'air de l'hymne anonyme O Sanctissima (Ô très saint). Peu de temps après la mort de Falk, son ancien assistant Heinrich Holzschuher (en) (1798-1847) de Wunsiedel compléta l'ensemble des trois couplets chantés aujourd'hui.

## Origine
Après que Falk ait perdu quatre de ses sept enfants à cause de la fièvre typhoïde, il fonda la Rettungshaus für verwahrloste Kinder (Maison de secours pour enfants abandonnés) à Weimar. Fin 1815, ou début 1816, il dédie cette chanson aux enfants de l'orphelinat. La mélodie est tirée de l'hymne catholique anonyme O Sanctissima (également connu sous le nom de « Hymne des marins siciliens »), qu'il trouve dans l'édition posthume de Stimmen der Völker in Liedern (Voix des peuples) de Johann Gottfried von Herder, après l'avoir entendu chanté par Pietro Granucci, un enfant trouvé italien sous sa garde. Dans le texte original de Falk, la chanson s'intitulait « Allerdreifeiertagslied » (Une chanson pour trois fêtes), mettant en lumière les trois grandes fêtes du christianisme : Noël , Pâques et la Pentecôte
,
,
,
,
,
.

## Textes
| texte original | traduction littérale | version française |
| --- | --- | --- |
| O du fröhliche, o du selige, Gnadenbringende Weihnachtszeit ! Welt ging verloren, Christ ist geboren. Freue, freue dich, o Christenheit ! O du fröhliche, o du selige, Gnadenbringende Weihnachtszeit ! Christ ist erschienen, uns zu versühnen. Freue, freue dich, o Christenheit ! O du fröhliche, o du selige, Gnadenbringende Weihnachtszeit ! König der Ehren, dich wollen wir hören. Freue, freue dich, o Christenheit ! O du fröhliche, o du selige, gnadenbringende Weihnachtszeit ! Himmlische Heere jauchzen dir Ehre. Freue, freue dich, o Christenheit ! | Ô joyeux, ô toi bienheureux, porteur de grâce, temps de Noël ! Le monde allait à sa perte, le Christ est né. Réjouis, réjouis-toi, o chrétienté ! Ô joyeux, ô toi bienheureux, porteur de grâce, temps de Noël ! Le Christ est apparu pour nous expier. Réjouis, réjouis-toi, o chrétienté ! Ô joyeux, ô toi bienheureux, porteur de grâce, temps de Noël ! Roi de gloire, nous voulons t’écouter. Réjouis, réjouis-toi, o chrétienté ! Ô joyeux, ô toi bienheureux, porteur de grâce, temps de Noël ! Des armées des cieux exultent ton honneur. Réjouis, réjouis-toi, o chrétienté ! | Ô le merveilleux, ô le radieux Temps de grâce, temps de Noël ! Pour sauver la terre, Christ est né du Père. Exultons, exultons, terre et ciel ! Ô le merveilleux, ô le radieux Temps de grâce, temps de Noël! Christ a dû paraître, il nous fait renaître. Exultons, exultons, terre et ciel ! Ô le merveilleux, ô le radieux Temps de grâce, temps de Noël ! Roi qui fais revivre, il nous faut te suivre. Exultons, exultons, terre et ciel ! Ô le merveilleux, ô le radieux Temps de grâce, temps de Noël ! Pour le Roi des anges, montent nos louanges. Exultons, exultons, terre et ciel ! |

La troisième strophe n’apparaît que rarement. On pourrait également traduire "Gnadenbrigende" par "Miséricordieuse" (Gnade ~ pitié, grâce - Bringende ~ apporteuse). Ici, "exulter" est très proche de la signification "exalter".